# 溫莎鎮區 (伊利諾伊州謝爾比縣)
溫莎鎮區（英語：Windsor Township）是位於美國伊利諾伊州謝爾比縣的一個行政鎮區。

## 地方資料
根據2010年美國人口普查的數據，溫莎鎮區的面積為78.20平方千米，當中陸地面積為74.20平方千米，而水域面積為4.00平方千米。當地共有人口1433人，而人口密度為每平方千米18.32人。